# Три мушкарца Мелите Жгањер
Три мушкарца Мелите Жгањер (хрв. Tri muškarca Melite Žganjer) је награђивани хрватски филм из 1998. године у режији Сњежане Трибусон, која је написала и сценарио за филм.

## Радња
Филм је описан као „осетљива комедија“,  а у средишту је Мелита Жгањер (Мирјана Рогина), 30-годишњакиња која ради као продавачица у малој сластичарници у Загребу. Мелита је заљубљена у Хуана (Филип Шоваговић), лика из популарне шпанске теленовеле која се емитује на локалној телевизији, а истовремено покушава да натера Јанка (Горан Навојец), достављача торти, да је примети. Њена наклоност према Јанку остаје непримећена и Мелита се окреће Јури (Иво Грегуревић), полицајцу и колегиници њене цимерке Еве (Сања Вејновић). Међутим, Мелита убрзо сматра да је Јурино занимање за њу површно и, након што је чула да ће Хуан доћи у Загреб да игра војника УНПРОФОР-а у домаћем филму о Домовинском рату, Мелита га успијева упознати, али је одмах разочарана јер шпански глумац није нимало налик свом лику у теленовели. На крају Мелита сазнаје да се Јанку свиђа и завршава код њега.

## Улоге
| Глумац          | Улога                |
| --------------- | -------------------- |
| Мирјана Рогина  | Мелита Жгањер        |
| Горан Навојец   | Јанко                |
| Сузана Николић  | Вишња                |
| Сања Вејновић   | Ева                  |
| Ена Беговић     | Марија               |
| Филип Шоваговић | Хуан / Фелипе Мулеро |
| Иво Грегуревић  | Ђура                 |
| Љубомир Керекеш | Жац                  |

## Награде
Филм је освојио пет награда Златна арена на Пулском филмском фестивалу 1998. године, укључујући најбољи сценарио (Сњежана Трибусон), најбољу сценографију (Владимир Домитровић), монтажу (Марина Бараћ), најбољу споредну глумицу (Сузана Николић) и најбољу споредну мушку улогу (Иво Грегуревић).  Филм је такође приказан на Цинекуест Филм Фестивалу 2000 . 

## Занимљивости
Песма Сјај што издаје, објављена је на албуму Руке 4 године након изласка филма, а октобра 2022. године је снимљен и спот.